# Rivière du Nord (baie d'Hudson)
La rivière du Nord est un affluent lac Guillaume-Delisle, lequel se déverse dans la baie d'Hudson. La rivière du Nord coule dans le territoire non organisé de la baie-d'Hudson, dans la région administrative du Nord-du-Québec, au Québec, au Canada.

## Géographie
Les bassins versants voisins de la rivière du Nord sont :
- côté nord : Rivière Sheldrake, rivière Natapoka ;
- côté est : Lac à l'Eau Claire, Lacs des Loups Marins, Petit lac des Loups Marins ;
- côté sud : Rivière à l'Eau Claire (baie d'Hudson), lac Persillon, lac Pintair ;
- côté ouest : Lac Guillaume-Delisle, baie d'Hudson.

La « Rivière du Nord » prend sa source d'un petit lac sans nom à seulement 3,2 km du littoral ouest du Lac à l'Eau Claire dans le Nord-du-Québec. À partir de ce petit lac de tête, le cours de la rivière vers l'ouest comporte plusieurs segments presque en ligne droite, dont le premier segment de 10,5 km de la partie supérieure. La rivière traverse de nombreux lacs souvent formés par un élargissement de la rivière.
Le cours de la « rivière du Nord » est orienté vers l'ouest et coule sur environ 109 km. En descendant, la rivière traverse plusieurs rapides. Elle se déverse sur le littoral est du lac Guillaume-Delisle. Ce dernier plan d'eau est alimenté par trois rivières. Il comporte un détroit du côté ouest que les eaux de la baie d'Hudson envahissent sous l'effet des marées. L'embouchure de la rivière est situé à la hauteur du village nordique Umiujaq situé sur le littoral Est de la baie d'Hudson, face à Gillies Island.

## Toponymie
Le toponyme Rivière du Nord se réfère à la position de l'embouchure de cette rivière qui est situé au nord-est du lac Guillaume-Delisle. Parmi les trois rivières importantes se déversant sur le littoral Est de ce lac, elle est la plus au nord.